# أسفل مسك (ردفان)

تعديل مصدري - تعديل

اسفل مسك هي إحدى قرى عزلة الحبيلين بمديرية ردفان التابعة لمحافظة لحج، بلغ تعداد سكانها 53 نسمة حسب تعداد اليمن لعام 2004.